# Dominga Ortiz
Dominga Isidora Ortiz de Sosa Vivas fue una docente y política argentina del Partido Peronista Femenino. Fue elegida a la Cámara de Diputados de la Nación Argentina en 1951, integrando el primer grupo de mujeres legisladoras en Argentina con la aplicación de la Ley 13.010 de sufragio femenino. Representó al pueblo de la provincia de Santiago del Estero entre 1952 y 1954.

## Biografía
En las elecciones legislativas de 1951 fue candidata del Partido Peronista en la 4.° circunscripción de la provincia de Santiago del Estero, siendo una de las 26 mujeres elegidas a la Cámara de Diputados de la Nación Argentina. Junto con Mafalda Piovano de Castro fueron las dos mujeres elegidas en la misma provincia. Asumió el 25 de abril de 1952.
Fue vocal en la comisión bicameral especial de la Vivienda.
Tenía mandato hasta abril de 1955, pero renunció en diciembre de 1954, junto con otros diputados y senadores, en el marco del conflicto entre el gobierno de Juan Domingo Perón y la Iglesia católica. Basándose en su catolicismo, se había opuesto a la ley 14.367 de hijos ilegítimos y al divorcio vincular, recibiendo una sanción y siendo expulsada del Partido Peronista Femenino.
Tras dejar su banca, se reincorporó a la actividad docente.